# Gleb (rapper)
Gleb Veselov (in russo Глеб Веселов?; Pjatigorsk, 3 maggio 1992) è un rapper slovacco.

## Biografia
Originario di Pjatigorsk, Veselov è arrivato in Slovacchia da bambino ed ha intrapreso la professione di rapper dall'età di 13 anni. Il suo primo album in studio Lavička Pimpin', uscito nel 2017, ha esordito al 6º posto della classifica slovacca redatta dalla ČNS IFPI, dove è rimasto per più di metà anno. Grazie ai progetti successivi Gauč Storytelling e Leto v kufri, messi in commercio attraverso l'Universal, è riuscito a conquistare la vetta della graduatoria per diverse settimane, raggiungendo posizioni considerevoli anche in Repubblica Ceca, collocandosi rispettivamente al 3º e al 2º posto.
Ha inoltre ottenuto due numero uno nella classifica dei singoli slovacca, mentre Leto v kufri è risultato l'8º disco più venduto in territorio slovacco nel corso del 2020.
Ai Radio Head Awards 2019, il principale riconoscimento musicale dell'industria musicale slovacca, Gauč Storytelling ha trionfato nelle categorie di album dell'anno e miglior album hip hop/rap o R&B. Big Boy FM, pubblicato nel giugno 2022, ha esordito al vertice della SK Albums e alla 3ª posizione in Cechia.

## Discografia

### Album in studio
- 2017 – Lavička Pimpin'
- 2019 – Gauč Storytelling
- 2022 – Big Boy FM
- 2024 – Dlhá cesta domov
- 2025 – Podoknami (con Samey)

### EP
- 2020 – Leto v kufri

### Singoli
- 2015 – Streetstory
- 2015 – Deadman (feat. Vi3e)
- 2017 – Park 821
- 2018 – Audiokniha
- 2018 – Motorest
- 2018 – Gauč Storytelling
- 2019 – Go Go Go
- 2021 – Budeme tam (feat. Vi3e)
- 2021 – Alibababigbass
- 2021 – Noc v opere
- 2021 – Pa pa
- 2021 – Hey G!
- 2021 – Rapinbox Vol.1
- 2022 – MC Erik & Barbara
- 2022 – Boo
- 2023 – Workin Workin
- 2023 – Mr.Feat
- 2023 – Sedá hus
- 2023 – 4 veže
- 2024 – Swipe
- 2024 – Ferra
- 2024 – -10 000 aura
- 2025 – Baggy (con Samey)